# Anthony Spilotro

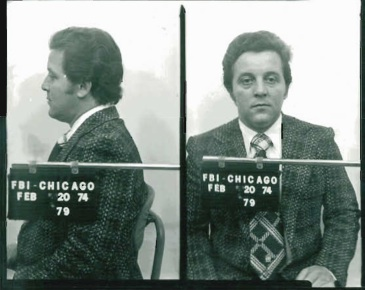
Anthony Spilotro

Anthony „Tony the Ant“ Spilotro (* 19. Mai 1938 in Chicago, Illinois; † 14. Juni 1986) war ein italo-amerikanischer Mobster des Chicago Outfit, einer italo-amerikanische Mafia-Familie der US-amerikanischen Cosa Nostra in Chicago.

## Frühe Jahre
Anthony wurde als viertes von sechs Kindern in Chicago geboren, wo er auch aufwuchs. Seine Eltern Pasquale und Antoinette Spilotro waren 1914 aus Triggiano, Provinz Bari, Italien in die USA ausgewandert.
Sie eröffneten ein Restaurant („Patsy’s Restaurant“) an der Kreuzung der Grand und Ogden Avenue, in dem bald bekannte Größen des Chicago Outfit Stammgäste wurden; darunter Sam Giancana, Jackie Cerone, Gussie Alex und Frank Nitti. 1929 war Tony Domingo – ein Bruder Sebastiano Domingos, den einige für den Auftragsmörder Buster from Chicago halten – in dem Restaurant erschossen worden.
Der Parkplatz des Restaurants entwickelte sich zu einem Treffpunkt für das Organisierte Verbrechen der Stadt, und so kamen Anthony und seine Brüder John, Vincent, Victor und Michael früh mit dem Verbrecher-Milieu in Kontakt.
Pasquale „Pat“ Spilotro Jr. wurde zu einem erfolgreichen Kieferchirurgen. Zusammen mit seinen Brüdern wuchs er in einem typischen zweistöckigen Holzhaus auf, das nur wenige Straßenzüge von dem Haus von Frank Rosenthal entfernt war. Anthony dagegen wurde von der Steinmetz High School geworfen. Seine erste Verhaftung erfolgte am 11. Januar 1955, weil er ein T-Shirt gestohlen hatte; er zahlte ein Bußgeld von zehn US-Dollar und wurde auf Bewährung wieder freigelassen. Er begann nun eine brisante Verbrecherkarriere. Seinen Spitznamen erhielt er später durch den FBI-Agenten William Roemer, der ihn als that little pissant („dieser kleine Pisser“) bezeichnete, was die Presse zu the ant („die Ameise“) verballhornte.

## Mitglied des Chicago Outfit
Die erste Verbindung zu Frank „Lefty“ Rosenthal datiert auf das Jahr 1962; in jenem Jahr war Anthony Spilotro des Versuchs schuldig gesprochen worden, das Basketballspiel zwischen der New York University und West Virginia University durch Bestechung eines New Yorker Spielers manipuliert zu haben.
Unzählige Male wurde er wegen diverser Delikte verhaftet und er wurde ein Freund von Vincent „the Saint“ Inserro, der ihn in Kontakt mit weiteren Größen der Unterwelt wie Joseph Aiuppa, Jimmy „the Turk“ Torrello, Joseph „Joey the Clown“ Lombardo und William Daddano Sr. brachte.
Spilotro war in das großangelegte Geschäft (illegaler) Wetten (Buchmacherei) involviert und agierte kurzzeitig sogar als Kautionsbürge („Bail bondsman“) von Irwin „Red“ Weiner.
„Mad“ Sam DeStefano und später Felix „Milwaukee Phil“ Alderisio wurden seine Mentoren; offensichtlich bewährte er sich als Schuldeneintreiber.
So war er 1962 an der Ermordung von Billy McCarthy und Jimmy Miraglia beteiligt. Zusammen mit Charles Nicoletti – und ihrem Anführer Felix Alderisio – hatte er den 24-jährigen Billy McCarthy entführt, weil dieser zusammen mit Jimmy Miraglia zwei Assoziierte des Outfits getötet hatte. Um den zweiten Namen – den von Jimmy Miraglia – zu erfahren, spannten sie McCarthys Kopf in eine Presse und quetschten diesen so stark, dass ein Auge heraussprang.
Insbesondere die Beteiligung an diesen beiden Mordtaten war vermutlich der letzte Beweis seiner Eignung und er wurde 1963 als Vollmitglied der Mafia („Soldato“) in das Chicago Outfit aufgenommen. Schon bald wurde er nach Miami entsendet, um dort Frank Rosenthal vor dem Einfluss anderer Mafia-Familien oder sonstiger Gangster zu schützen. Nach vier Jahren kehrte er 1971 nach Chicago zurück, wo er seine Reputation im Mafiaumfeld weiter ausbaute.

## Las Vegas
Spilotro wurde 1971 nach Las Vegas geschickt, um dort die vakante Position von Marshall Joseph Caifano einzunehmen; formal übernahm er den Geschenke-Shop im Circus Circus.
Wie Caifano war Spilotro als „enforcer“ (am: Durchsetzer) tätig, der notfalls tödliche Gewalt anzuwenden hatte, falls Schwierigkeiten auftraten. Als z. B. Allen Glick 1975 von Buccierie mit Geldforderungen belästigt wurde und Buccierie versuchte, seine Forderung sogar gewaltsam durchzusetzen, erhielt Spilotro von Frank Balistieri den Mordauftrag. Buccierie starb eine Woche nach dem Treffen mit Glick, bei dem er diesen körperlich angegriffen hatte. Tamara Rand – eine Geschäftspartnerin von Glick – wurde ebenfalls zum Problem. Sie wurde am 9. November 1975 ebenfalls durch Spilotro mit Hilfe von Frank Bompensiero in der Küche ihres Hauses in Mission Hills (San Diego) ermordet. Rand hatte selbst Mittel aus dem Pensionsfonds der Gewerkschaft erhalten und war nun offenbar bereit, vor den Behörden als Pentito auszusagen. Eine Woche vorher hatte sie mit Glick einen Streit; unklar ist, ob sie Glick einen Zwei-Mio.-US-Dollar-„Kick-back“ (am: illegale Geldzahlung, die „unterm Tisch“ geleistet wird) oder sogar die Rückzahlung des gesamten Kredites verweigerte. Glick informierte Joseph Aiuppa vom Chicago Outfit über die Aussagebereitschaft von Rand und Spilotro wurde tätig.
Frank Rosenthal war bereits vor Spilotro als inoffizieller Kasino-Manager im Stardust untergebracht worden und die Bosse erinnerten sich offenbar an die Zusammenarbeit der beiden in Miami. Spilotro sollte nun auch wieder die Schutzfunktion für Rosenthal übernehmen.
Las Vegas war zu dem Zeitpunkt der einzige Ort in den USA, an dem Glücksspiel und Wetten in dieser Form erlaubt waren, während sie an anderen Orten verboten blieben. Die Familien der La Cosa Nostra hatten Las Vegas deshalb sozusagen zur „offenen Stadt“ erklärt, d. h. hier sollten sich alle auf die illegale Abschöpfung (am: skimming) der Kasinos beschränken, jegliche weiterführenden kriminellen Aktivitäten und offenen Auseinandersetzungen galten als Gefährdung dieses lukrativen Geschäfts.

## Hole in the Wall
An diesem „Skimming“ der Kasinos war Spilotro aber gar nicht direkt beteiligt und als er dann auch noch 1979 in das „Black Book“ der Stadt aufgenommen wurde – d. h. der Zutritt zu den Kasinos war ihm damit verwehrt –, begann er das Verbot an anderen kriminellen Aktivitäten zu unterlaufen.
Anstatt die Stadt zu verlassen, formte er mit seinem Bruder Michael Spilotro und Herbert „Fat Herbie“ Blitzstein ein Team von Einbrechern, welches durch seine zahlreichen Einbrüche und wegen der dabei verwendeten Einstiegsmethode bald als The Hole in the Wall Gang bezeichnet wurde.
Insgesamt bestand die Gruppe aus acht Personen und versteckte ihre Aktivitäten hinter der Fassade der „The Gold Rush Ltd.“, die sich in der Nähe des Las Vegas Strip befand. Auch in sonstiger Hinsicht ging Spilotro hohe Risiken ein; er nahm selbst im verstärkten Ausmaß Drogen zu sich und begann eine Affäre mit der Frau von Frank Rosenthal.
Wären diese Umstände zum damaligen Zeitpunkt bei seinen Bossen in Chicago bereits bekannt geworden, wäre Spilotro vermutlich unmittelbar ermordet worden; insbesondere Drogenabhängige galten als unzuverlässig und Affären mit Frauen anderer Mitglieder oder Assoziierter waren absolut tabu.

## Das Ende
Im Januar 1983 wurde Spilotro vom FBI in Nevada festgenommen, da ihm die Morde an James Miraglia und Billy McCarthy aus dem Jahr 1962 in Chicago angelastet wurden. Staatsanwalt Paul Nealis bezeichnete ihn außerdem als Bindeglied zwischen dem organisierten Verbrechen in Chicago und dem von Las Vegas.
Seine Rolle bei der finanziellen Abschöpfung der Kasinos in Las Vegas geriet damit in den öffentlichen Fokus. Auf Grundlage der Meldung seiner Verhaftung durch die AP bezeichnete die New York Times Spilotro als Assoziierten und Freund von Allen M. Dorfman, eine wichtige Kontaktperson zu der Gewerkschaft der Teamster, deren Pensionskasse die Kasinos der Mobster in Las Vegas finanziert hatte.
Die Bosse Jackie Cerone, Joseph Aiuppa, Carl DeLuna etc. wurden wegen der illegalen Abschöpfung der Kasinos in Höhe von zwei Mio. US-Dollar verurteilt. Um weitere Enthüllungen zu vermeiden, wurden auf ihre Anweisung unzuverlässige Personen und potentielle Pentiti (Verräter) ermordet, um weitere Anklagen zu verhindern.
Anthony Spilotro und sein Bruder Michael Peter Spilotro wurden am 14. Juni 1986 brutal ermordet. Spilotro stand vermutlich schon längere Zeit auf einer Todesliste, denn als im Januar 1977 in das Haus von Anthony Accardo eingebrochen worden war, bat das ehemalige Oberhaupt und Consigliere Nachfolger Aiuppa, auch Anthony Spilotro zu beseitigen. Bereits damals hatte Aiuppa eine Lawine an brutalen Morden ausgelöst, da jeder, der nur irgendwie mit dem Einbruch in Verbindung stand, umgebracht worden war.

## Der Mordfall Spilotro
Vermutlich ist James „Little Jimmy“ Marcello in diese Ermordung verstrickt, welche im Film Casino dargestellt wurde. Die beiden Kinder von Michael, Anna und Michelle Spilotro, sagten über die Verwicklung von ihrem Vater und dessen Brüdern mit James Marcello in einem Prozess aus.
Die Brüder wurden sowohl in der Realität als auch im Film brutal zusammengeschlagen und offenbar noch lebend in einem Maisfeld vergraben. Im Gegensatz zur Filmversion geht die Polizei heute allerdings davon aus, dass die eigentliche Tat nicht am Leichenfundort stattgefunden hat.
Als weiterer Täter kommt Albert Tocco in Frage, dessen Ehefrau Betty in einem Interview der Sun-Times 1990 bekanntgab, sie selbst habe Tocco 1986 geholfen, die Spilotro-Brüder Tony und Michael auf einem Maisfeld bei Enos (Indiana) zu begraben.
Auch Frank Schweihs wurde mit dem Mord in Zusammenhang gebracht. Er stand ab Juni 2007 zusammen mit James Marcello wegen diverser Morde vor Gericht, starb aber am 23. Juli 2008 ohne eine Aussage im Prozess gemacht zu haben. Am 27. September 2007 wurde dann Marcello für diesen Mord verurteilt, aber vom Vorwurf eines weiteren Mordes an Nicholas D’Andrea freigesprochen. Am 5. Februar 2009 wurde dann von Richter James Zagel eine lebenslange Haftstrafe für Marcello ausgesprochen.

## Film- und Filmzitate
- 1995: Darstellung in der Filmfigur Nicky Santoro durch Joe Pesci, im Film Casino
- 2012: Im Netz der Mafia – Die Geheimakten des FBI: Der Vollstrecker Toni Spilotro; britisches Doku-Drama; Erstausstrahlung Deutschland 1. April 2013 ZDF (OT: Tony Spilotro; Erstausstrahlung 26. Juli 2012)